# Genetisches Material
Genetisches Material (synonym Erbmaterial) bezeichnet Nukleinsäuren, die für Gene codieren. Das genetische Material in einer Zelle wird als Genom bezeichnet.

## Eigenschaften
In Lebewesen und Retroviren besteht das genetische Material aus doppelsträngiger DNA. In manchen DNA-Viren kann es auch einzelsträngig vorliegen, während RNA-Viren als genetisches Material RNA verwenden. Jede Zelle besitzt im zeitlichen Mittel eine konstante Menge an genetischem Material.